# Resident Evil 2
Resident Evil 2 (укр. Оселя зла 2), також відома в Японії як Biohazard 2 (яп. バイオハザード2) — відеогра жанру survival horror, створена японською компанією Capcom у 1998. Це друга частина основної серії, яка згодом стала найуспішнішою в ній. Станом на кінець 2020 року було продано 4,96 млн примірників.
Оригінально вийшла для платформи Sony PlayStation, згодом була портована на такі платформи, як ПК, Game.com, Nintendo 64, Sega Dreamcast, Nintendo GameCube.
Події гри розгортаються за кілька місяців після Resident Evil. В місті Раккун-Сіті стався витік Т-вірусу, що перетворює його жителів на зомбі. В цей час там опиняються молодий поліцейський Леон і студентка Клер. Вони шукають спосіб вибратися з міста, дорогою рятуючи вцілілих і з'ясовуючи причини зомбі-інциденту.

## Ігровий процес
Resident Evil 2 має ті ж основи ігрового процесу, що й попередня Resident Evil. Гравець керує на вибір героями Леоном чи Клер, які борються із зомбі та мутантами. Як і в Resident Evil, гравець бачить світ гри у наперед визначених ракурсах, мусить турбуватися про боєзапас і медикаменти свого персонажа, вирішувати головоломки. Для кожного з персонажів сюжет має особливості в розташуванні корисних предметів, головоломках, наборі зброї. При цьому дії, виконані при грі за одного персонажа, лишаються для другого. До прикладу, знищений при проходженні сюжету за Леона бос не зустрінеться Клер, залишені ним відбитки пальців на сканері допоможуть Клер відкрити двері, що потребуть відбитків двох людей.
Графіка була вдосконалена, розширився набір ворогів і зброї. Поведінка ворогів урізноманітнилася, залежачи від типу завданих їм ушкоджень. В Resident Evil 2 було додано додаткові сценарії та міні-ігри, які розблоковуються як винагорода за проходження основного сюжету.

### Вороги

#### Звичайні
- Зомбі — заражені Т- вірусом жителі Раккун-Сіті. Це основні вороги в грі, зустрічаються повсюдно. Вони повільні та витривалі, вони більш різноманітні з вигляду, в порівнянні з попередньою частиною серії. З'явилися зомбі жіночої статі і зомбі-товстуни, на міських вулицях бродять зомбі-городяни, в поліцейські дільниці переважають мерці в поліцейській формі, в лабораторії корпорації «Umbrella» мешкають зомбі-вчені в білих халатах, і оголені зомбі-піддослідні.
- Руки — в одному з вузьких коридорчиків поліцейської дільниці через погано забиті віконця несподівано просовуються людські руки і намагаються задушити героя.
- Цербери — заражені добермани. Слабкі та швидкі, становлять небезпеку групами.
- Ворони — зграї агресивних птахів. Слабкі поодинці, вони стрімко нападають зграями.
- Лизуни (Lickers) — сильні, швидкі і небезпечні істоти, створені «Umbrella» як біологічна зброя. Нагадують людину, але шкіра і очі відсутні, а мозок відкритий. Переміщуються на всіх чотирьох кінцівках, низько притулившись до підлоги, тому при стрільбі по ним потрібно опускати зброю вниз. Також здатні повзати по стінах і стелі. Атакують кігтями. Сліпі (через відсутність очей) і орієнтуються на звук, тому іноді можливо непомітно пробратися повз них, якщо рухатися звичайним кроком. Бувають двох видів: червоні й зелені. Зелені більш живучі і завдають більшої ушкоджень.
- Павуки — гігантські павуки, повністю ідентичні павукам з першої частини. Повзають по стінах і стелі.
- Рослини (Plants) або ж Плющ (Ivy) — агресивні ходячі квіти в людський зріст, виведені в лабораторії. Вони живучі та небезпечні, отруйні, але вразливі до вогню.

#### Боси
- Паразит G — паразит, підселений Вільямом в тіло Бена (в сценарії Леона) або шефа Айронса (в сценарії Клер). В сценарії «А» героєві належить битися з ним незабаром після втечі з поліцейської дільниці. Дуже повільний, але компенсує цей недолік, випускаючи зграйку дрібних паразитів.
- Алігатор — алігатор, що живе в каналізації та виріс під дією Т-вірусу до аномальних розмірів. Біжить за героєм по довгому коридору, намагаючись з'їсти його. Для швидкого знищення цього боса, можна перекинути на підлогу газовий балон і, коли той опиниться в пащі крокодила, вистрілити по ньому. Якщо в сценарії «А» здолати цього боса таким способом, то в сценарії «B» він не з'явиться. В іншому випадку, отримавши великі ушкодження, алігатор втече, і персонажу в сценарії «B» знову доведеться битися з ним у тому ж самому коридорі.
- Міль — гігантська міль, що мешкає в лабораторії. Це міні-бос і він не становить серйозної небезпеки.
- Тиран Т-103 — вдосконалена версія Тирана з першої частини. Відправлений «Umbrella» в заражене Раккун-Сіті з метою добути зразки G-вірусу. Невпинно переслідує героя в сценарії «B» (в сценарії "А"про його існування персонажу невідомо) . Зустрічається в 2-х формах:
  - Форма 1 — виглядає як високий чоловік з сірою шкірою, одягнений в зелений плащ. Тиран витривалий, але досить повільний, покладається на атаку кулаками в тісних приміщеннях. Відрізняється неймовірною живучістю і після своєї смерті реанімується, щоб несподівано встати на шляху пізніше. Битви з цим босом не є обов'язковим, можна просто втекти, але після вбивства з трупа можна підібрати різні боєприпаси. Під кінець гри, після купання в розпеченому рідкому металі, мутує у вдосконалену форму.
  - Форма 2 — Тиран позбавляється плаща і має гіпертрофоване серце, що знаходиться, як і у Т-002 з першої частини, зовні грудної клітки. На руках з'являються кігті і швидкість значно збільшується. Цей тиран, як і його попередник, остаточно знищується одним влучним пострілом з ракетомета.

- Вільям Біркін — головний антагоніст гри, вчений, котрий ввів собі створений ним же G-вірус. Переслідує Леона, Клер і Шеррі впродовж всієї гри, мутуючи в більш сильну форму після кожної поразки. Усього таких форм п'ять:
  - Форма 1 — права рука і плече значно зросли, на плечі з'явилося велике око. Озброєний важким шматком труби, який тримає в правій руці. У цій формі Вільям повільний, але завдає сильні ушкодження. Є першим босом в сценарії «B», зустрічається там же, де Паразит G.
  - Форма 2 — значно збільшилася м'язова маса, права рука стала ще більше і на ній з'явилися величезні кігті, голова вросла в тіло і змістилася на ліве плече, а на її місці утворився зачаток нової голови. Цей монстр все ще нагадує людину і подекуди на тілі ще видно обривки одягу. Швидкість значно зросла. Зустрічається в сценарії «А» на платформі з поїздом, що їде в лабораторію.
  - Форма 3 — ліва рука також деформувалася і майже наздогнала за розміром праву, під старими руками виросли дві нові маленькі, стара голова зникла, зате виросла нова, з'явилося велике четверте око на лівому стегні, все тіло покрилося різними наростами. Передостанній бос сценарію «А». У битві з ним гравець обмежений у часі, оскільки запущена система самознищення лабораторії. Отримавши сильні пошкодження Вільям без зволікання мутує в четверту форму і продовжує бій.
  - Форма 4 — це істота, яка вже не схожа на людину, бігає на 4-х лапах, шия витягнулась, груди всіяні довгими шипами. Він швидкий, спритний і сильний. Під час бою змушує постійно переміщатися, і розстрілювати боса з найпотужнішої зброї.
  - Форма 5 — фінальний бос сценарію «B» і всієї гри. Безформна гора плоті, всіяна численними зубами, кігтями і щупальцями. Намагається дістатися до героя у вагоні евакуаційного поїзда. Величезна туша займає весь простір вагона від підлоги до стелі і повільно повзе вперед. Навіть після перемоги гравця над цією формою, Вільям не вмирає і продовжує переслідування. Тільки вибух всього поїзда у фінальному ролику остаточно знищує чудовисько.

### Зброя
В цій грі є загальна зброя, доступна обом протагоністам, і особлива для кожного.
Зброя обох:
- Ніж: найслабша зброя, але доступна для використання будь-коли.
- Пістолет-кулемет Ingram: малопотужний, проте скорострільний, завяки чому ефективний проти груп ворогів. Його боєзапас вимірюється у відсотках. Займає 2 клітинки інвентаря, на відміну від інших предметів.
- Кулемет Gatling: дуже потужний скорострільний кулемет, який при цьому потребує часу на розкрутку стволів перед стріляниною. Його боєзапас нескінченний, а сам кулемет отримується за проходження гри менш, ніж за 2,5 години з оцінкою вправності не нижче «В».
- Ракетниця Stinger: найпотужніша зброя в грі, що знищує пересічних ворогів з єдиного пострілу, а її боєзапас нескінченний. Займає 2 клітинки інвентаря. Для отримання цієї зброї необхідно закінчити сценарії менш, ніж за 2,5 години, отримавши оцінку «А».

Зброя Леона:
- Пістолет Heckler & Koch VP-70M: знаходиться в арсеналі від самого початку. В дільниці можливо добути деталі, що дозволяють стріляти з нього чергами по 3 кулі.
- Дробовик Remington 1100P: помповий дробовик, ефективний на близьких дистанціях і здатний обезголовити зомбі чи перестрелити його навпіл. У другій половині гри можна отримати деталі, що збільшують забійність і місткість магазина.
- Пістолет Magnum Desert Eagle: дуже потужна зброя, що вбиває простих ворогів з одного влучання.
- Вогнемет: замість лічильника патронів його боєзапас показується у відсотках. Займає 2 клітинки інвентаря.

Зброя Клер:
- Пістолет Browning Hi-Power: знаходиться в арсеналі від самого початку, практично аналогічний Heckler & Koch VP-70M.
- Арбалет: слабкий аналог дробовика, що стріляє трьома стрілами одночасно.
- Гранатомет M79: вирізняється трьома видами боєприпасів: вибуховими, кислотними і запалювальними.
- Електрогармата Umbrella Incorporated Spark Shot: потужна зброя, яка стріляє електричними розрядами і відкидає ворогів при влучанні.
- Кольт S.A.A .: скорострільний пістолет, доступний тільки при зміні костюма.

### Система сценаріїв
Оригінальна версія для PlayStation та її подальше перевидання Resident Evil DualShock Version, а також перенесені з неї версії для Dreamcast, Nintendo 64 і GameCube мають два сценарії. Для проходження всього основного ігрового сюжету потрібно пройти гру і за Леона, і за Клер. Кожен персонаж має свої особливості сюжету, які полягають в різному розташуванні предметів, ключів і головоломок. Також у Леона і Клер різний набір зброї. У кількох місцях Resident Evil 2 результат проходження другого персонажа залежить від того, які дії раніше зробив гравець в проходженні першим персонажем. Мета в обох сценаріях та сама: вижити в наповненому зомбі місті та зуміти вибратися з нього.
Видання Resident Evil 2 Platinum для ПК має дещо складнішу систему сценаріїв з чотирма варіантами: «Leon A», «Leon B», «Claire A» і «Claire B». Тут розробники втілили початковий задум, який включає завдання, не реалізовані на жодній іншій платформі. Наприклад, в одному з завдань можна дати порятунок Шеррі від наслідків зараження вірусом. Історії зі сценаріїв «A» і «B» розвиваються паралельно, тому дії гравця в сценарії «А», впливають і на сценарій «B».
Додаткові сценарії
Для відкриття додаткових сценаріїв у Resident Evil 2 гравцеві необхідно заробити «Ранг А» (Rank A) при грі за обох персонажів без допоміжних засобів. Це передбачає не більше шести збережень, не користуватися жодногго разу лікарським спреєм і не використовувати секретної зброї з нескінченним боєзапасом. Час, затрачений на проходження, не має при цьому значення. Крім додаткових сценаріїв стають доступними міні-ігри:
- Екстремальна битва (англ. Extreme Battle) — гравець керує Леоном і Клер, а в міру успішного проходження, — Адою або Крісом Редфілдом, братом Клер. В міні-грі належить пройти всі ігрові локації в зворотному напрямку: від підземної лабораторії до поліцейської дільниці. У поліцейській дільниці необхідно відшукати 4 спеціальні бомби, здатних знищити вірус. Потім персонаж мінує рятувальний потяг «GALAXIE — 5000» та залишає небезпечну територію через тунель. Ця міні-гра послужила прототипом режиму «Mercenaries Mode» («Найманці»), який наявний в багатьох наступних частинах Resident Evil. «Екстремальна битва» недоступна в оригінальній, першій версії Resident Evil 2 для PlayStation і порті для Nintendo 64. Замість них там існує секретний сценарій «The 4th Survivor».
- Секретний сценарій «Четвертий вцілілий» (англ. The 4th Survivor) — тут належить грати за солдата загону «USFU» Ганка — єдиного вцілілого спецпризначенця корпорації «Umbrella» і четвертого в Раккун-Сіті (після Леона, Клер і Шеррі), хто зрештою зміг покинути місто. Загін Ганка був направлений в Раккун-Сіті, щоб викрасти зразок G-вірусу, проте всі його члени, за винятком Ганка, загинули від рук чудовиська — мутованого вченого Вільяма Біркіна. Для отримання цього сценарію необхідно пройти будь-який зі сценаріїв «В» на «Ранг А».
- Секретний сценарій «Вцілілий тофу» (англ. The 豆腐 Survivor) — жартівлива, але в той же час дуже складна секретна міні-гра, головний герой якої — сир тофу, який має в своєму арсеналі лише ніж. Сценарій проходження повністю аналогічний попередньому. Для отримання цього сценарію необхідно або пройти сценарій «The 4th Survivor», або пройти шість разів всю гру, максимум зберігшись шість разів, отримавши при кожному проходженні «Ранг А».

## Сюжет
Події гри починаються 29 вересня 1998 року, через два місяці й п'ять днів після подій оригінальної гри. Т-вірус за загадкових обставин потрапив до каналізації Раккун-Сіті та інфікував щурів, які розповсюдили його серед усього населення міста, включаючи не лише людей, але й тварин і птахів. З початком катастрофи до міста прибувають два персонажі: Леон Кеннеді, поліцейський-новачок, що готується до свого першого дня на роботі, і Клер Редфілд, студентка, що шукає свого брата Кріса, офіцера поліції S.T.A.R.S.. Зустрівшись в наповненому зомбі місті, вони використовують поліцейський автомобіль, щоб дістатися до поліцейської дільниці, проте потрапляють в аварію по дорозі. Обом вдається вижити, після чого вони домовляються зустрітися в поліцейській дільниці, щоб сховатися там від зомбі. Різними шляхами Леон і Клер добираються добираються туди, але на місці бачать — більшість поліцейських або загинула, або перетворилася на зомбі, а Кріс покинув місто. Герої з'ясовують, що пару місяців тому «Umbrella» вже була причетною до витоку Т-вірусу в арклейських горах неподалік. Крім зомбі Леон і Клер натикаються в ділянці на мутантів — «лизунів», які проникли в ділянку з каналізації і знищили багатьох поліцейських. Леон з Клер вирішують розділитися, щоб відшукати вцілілих і покинути місто. В ході пошуків способу вибратися з Раккун-Сіті, Клер зустрічає в дільниці маленьку дівчинку на ім'я Шеррі, яку переслідує невідоме чудовисько. Леон тим часом зустрічає на паркувальному майданчику Аду Вонг, яка шукає свого друга Джона, співробітника корпорації «Umbrella».
Зі знайдених щоденників поліції, нотаток та листів, стає відомо, що начальник Леона, шеф поліції міста Брайан Айронс, отримував хабарі від корпорації «Umbrella», взамін на які допомагав корпорації приховувати докази експериментів зі створення біологічної зброї. Він також замовчував від громадськості відомості щодо створення корпорацією новітнього зразка біологічної зброї — G-вірусу, здатного викликати в людині неконтрольовані мутації. У цей час корпорація «Umbrella» висаджує в поліцейській дільниці нову модель істоти Тирана — Т-103 з метою добути в місті зразок G-вірусу. Тиран починає переслідувати героїв. У ділянці Клер знаходить схибленого Айронса, який намагається застрелити Клер, але гине від імплантованого мутантом паразита. Паразит швидко виростає, але Клер знищує його. Потім Клер і Шеррі тікають з міста через каналізаційні канали, але раптовий потік води захоплює Шеррі в стічний люк, і Клер залишається одна. Тим часом Леон і Ада знаходять у тюремних камерах журналіста Бена Бертолуччі. Незабаром Бен гине від рук мутанта, але перед смертю встигає повідомити Леону про корумпованість шефа поліції і його змову з корпорацією «Umbrella», яка несе відповідальність за події в місті. Далі Леон і Ада теж залишають місто через систему каналізації.
Ада знаходить загублений Шеррі медальйон і разом з Леоном зустрічає жінку середніх років. Та стріляє в Аду, але Леон своїм тілом прикриває напарницю, при цьому отримуючи поранення, і втрачає свідомість. Ада наздоганяє ту жінку, яка представляється ім'ям Аннет Біркін, матір'ю Шеррі і дружиною Вільяма Біркіна, вченого корпорації, який створив G-вірус, але вирішив продати його уряду США. Через це «Umbrella» вирішила силою захопити зразок вірусу і послала загін USS (служба безпеки корпорації) на чолі з Ганком в лабораторію Біркіна. Бійці USS смертельно поранили Вільяма і викрали зразок вірусу, але той вколов собі вірус, мутував і знищив бійців корпорації, попутно викликавши витік Т-вірусу. Тепер це чуовисько переслідує Шеррі. Аннет бачить в Ади медальйон своєї дочки і намагається його відібрати. Зав'язується бійка, в ході якої Аннет падає у воду. Ада дізнається, що всередині медальйона зберігається зразок G-вірусу. В цей час поранений Леон отямлюється і добирається до Ади, після чого знову втрачає свідомість. Ада надає йому медичну допомогу і приводить Леона до тями.
У цей час Клер знаходить Шеррі і виявляє, що мутований Біркін заразив свою дочку ембріонами G-вірусу, здатними розвинутися в нових чудовиськ. Цей штамм, на відміну від Т-вірусу, породжує винятково стійких мутантів, здатних до розмноження. Леон з Адою, а Клер з Шеррі, паралельно один з одним пробираються через занедбану фабрику в секретний підземний науково-дослідницький комплекс корпорації. По дорозі їх атакує тиран Т-103 і мутант — Біркін, який в одній із сутичок серйозно ранить Аду. Леон відправляється в глиб лабораторії на пошуки ліків для неї. Його зупиняє знавісніла Аннет, яка відкриває Леону всю правду про Аду — вона шпигунка, яка стежить за корпорацією «Umbrella» на користь якоїсь організації. Раніше Ада заводила стосунки зі співробітником корпорації Джоном виключно для того, щоб зібрати потрібну інформацію. Її нинішня мета — викрасти зразок G-вірусу. Аннет збирається застрелити Леона, але в цей момент з'являється Тиран, і Аннет змушена відступити. У лабораторії Леон зустрічає безліч зомбі, а також знову опиняється атакований тираном. На допомогу Леону приходить Ада, але їй доводиться пожертвувати собою заради порятунку Леона. Важко поранена, Ада признається Леону у своїх почуттях, після чого він залишає її нерухоме тіло. Запускається механізм самознищення комплексу.
Клер добирається до лабораторії і, залишивши Шеррі в безпечному місці, відправляється на пошуки вакцини для неї. Дівчина вступає в сутичку з різними зомбі і незабаром зустрічає Аннет, яка намагається втекти з іншим зразком G-вірусу. Але її смертельно ранить її мутований чоловік. Перед смертю Аннет встигає розповісти Клер як приготувати вакцину, яка зупинить процес мутації Шеррі. Клер вдається виготовити вакцину, після чого вона, Леон і Шеррі спускаються до поїзду. У процесі запуску поїзда Леона знову атакує Тиран, мутований в другу форму, але Леон остаточно знищує його за допомогою ракетниці, яку скидає йому таємнича тінь (насправді вціліла Ада Вонг). Після знищення Тирана героям вдається сісти на поїзд і відбути з лабораторії. Біркін переслідує їх, набувши форми нагромадження плоті, але гине при вибуху рятувального поїзда, на якому Клер, Леон і Шеррі нарешті вибираються з лабораторії. Ракунський підземний дослідний комплекс вибухає. Покинувши підземелля і опинившись в безпеці, Клер і Леон приймають рішення знищити «Umbrella». Клер же збирається продовжити пошуки брата.

## Персонажі

Леон Кенеді

#### Головні

Клер у стандартному костюмі

- Леон С. Кеннеді — перший протагоніст. Випускник поліцейської академії, який був направлений до відділення поліції Раккун-Сіті. Його основна зброя: пістолет VP70, дробовик M1100-P і пістолет Desert Eagle. Усю зброю можна покращувати впродовж і гри. У грі за Леона також доступний ручний вогнемет, але його не можна вдосконалити. Його особливий предмет — запальничка (вона також наявна в інвентарі під час гри за Клер, проте тепер займатиме там місце).

- Клер Редфілд — другий протагоніст головний персонаж гри. Студенка, яка на мотоциклі приїжджає до Раккун-Сіті у пошуках свого брата, члена S.T.A.R.S Кріса, що був головним персонажем оригінальної гри. Дуже оптимістична, смілива і сильна дівчина, як на пересічного громадянина Раккун-Сіті, вона показує неабиякий самоконтроль і сміливість. у блуканнях містом з Шеррі Біркін опікується нею, певною мірою заміняючи матір. Її основна зброя — пістолет Browning Hi-Power, гранатомет M79, арбалет і експериментальний електропістолет корпорації Umbrella. Її особливий предмет — відмичка, яка дозволяє відкривати двері без ключів, тоді як Леон мусить спочатку знайти їх.
- Ада Вонґ (англ. Ada Wong) — другорядна персонажка, яка приєднується до героїв стверджуючи, що розшукує свого зниклого хлопця, Джона. У сценарії за Леона можна двічі грати за неї. Увесь її інвентар це пістолет, патрони та спрей швидкої допомоги. Її особливий предмет — фото з нею і Джоном.
- Шеррі Біркін (англ. Sherry Birkin) — 12-річна дівчинка, яка ховається від зомбі у поліцейському відділку, як їй сказали робити батьки. За неї можна двічі пограти у сценарії за Клер. Єдина річ у її інвентарі — це спрей швидкої допомоги. Її особливий предмет — сімейне фото з батьками.

#### Другорядні
- Вільям Біркін (англ. William Birkin) — творець штаму Т-вірусу, так званого G-вірусу, і батько Шеррі Біркін. Після намагання підрозділу Ганка вбити його, вколює собі G-вірус і мутує, перетворюючись на головного боса гри. При цьому стався витік Т-вірусу, який і спричинив повсюдні мутації живих істот в Раккун-Сіті.
- Анет Біркін (англ. Annett Birkin) — дружина Вільяма Біркіна, його колега, мати Шеррі.
- Марвін Бренег (англ. Marvin Branegh) — поліцейський RPD. Зустрічається лише в самому початку, коли встигає передати Леону картку доступу до поліцейському відділку. Пізніше зустрічається ще, але вже у вигляді зомбі. Останній раз зустрічається у Resident Evil 3, де він лежить непритомний.
- Брайн Айронс (англ. Brion Irons) — збожеволілий шеф поліції Раккун-Сіті.
- Бен Бертолуччі (англ. Ben Bertolucci) — репортер, що сидить у в'язниці.
- Роберто Кендо (англ. Roberto Cendo) — володар магазина зброї. Якщо вбити зомбі, що його атакували, можна забрати зброю — Клер отримає арбалет, а Леон — дробовик.
- Ганк (англ. Hunk) — також відомий за прізвиськом «Містер Смерть», офіцер спеціальних сил корпорації «Umbrella» «U.S.F.U.», який був напрямлений до Раккун-Сіті з метою забрати зразок G-вірусу. Ганк виконує місію і єдиний з усього підрозділу залишається живим. За таку його особливість його й називають «Містер Смерть». Є головним героєм міні-гри «The 4th Survivor».

### Версії
| Версія                                  | Платформа         | Дата виходу                 | Особливості |
| --------------------------------------- | ----------------- | --------------------------- | --- |
| Resident Evil 2                         | PlayStation       | Січень-травень 1998         | Оригінальна, класична версія гри |
| Resident Evil 2: DualShock Version      | PlayStation       | Серпень-листопад 1998       | Підтримка DualShock, режим Extreme Battle, система оцінювання результатів для міні-ігор, рівень складності «Легко» (Easy)                            |
| Resident Evil 2                         | Game.com          | Листопад 1998               | Дуже спрощена версія |
| Resident Evil 2: Platinum               | Windows 98        | Лютий-Квітень 1999          | Покращена підтримка DualShock, галерея, рівень складності «Важко» (Hard)                                                                             |
| Resident Evil 2/Biohazard 2: Value Plus | Sega Dreamcast    | Грудень 1999 — Грудень 2000 | Підтримка «VMU»-екрана, демо-версія Code: Veronica                                                                                                   |
| Resident Evil 2                         | Nintendo 64       | Жовтень 1999-лютий 2000     | «EX-файли», предмети розкидані по-іншому, режим гри від першої особи, інші костюми, відсутність Extreme Battle, новий ворог Hunter cameo, нові звуки |
| Resident Evil 2                         | Nintendo GameCube | Січень-травень 2003         | Перероблене використання DualShock, можливість пропустити кат-сцени, найвища роздільна здатність з-поміж усіх версій                                 |
| Resident Evil 2                         | Windows XP        | 2006                        | Відеоролики підвищеної якості |
| Resident Evil 2                         | PlayStation 3     | Грудень 2007                | - |